# Kiosque (sous-marin)

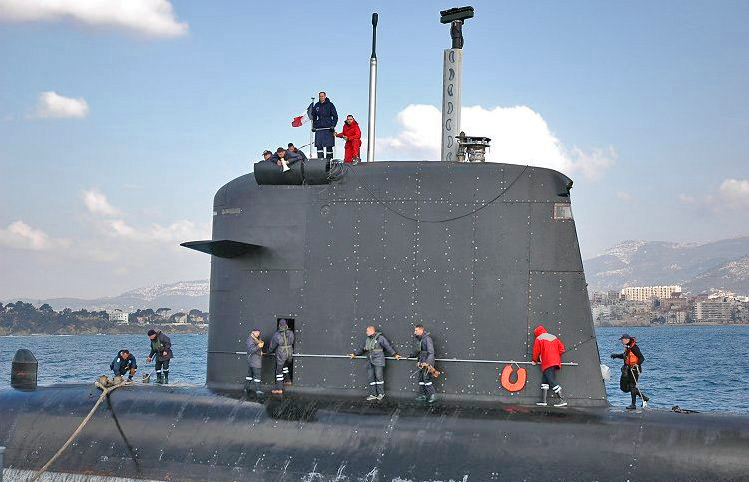
Kiosque du sous-marin nucléaire français Casabianca (S603).

Le kiosque de sous-marin est la superstructure élevée au-dessus de la coque de ces bâtiments. Il sert de plateforme surélevée lors de la navigation en surface pour :
- l'observation aérienne ou navale des alentours,
- les manœuvres portuaires ou d'approche d'autres navires[1].

La passerelle de navigation au sommet du kiosque est à l'air libre. Elle n'offre donc que très peu d'abri aux membres d'équipage qui assurent la veille en surface. Elle est donc surnommée « baignoire » par les sous-mariniers car, par gros temps, elle est balayée par les plus grosses vagues.
Le kiosque abrite aussi des dispositifs verticaux de grande hauteur, tels que des périscopes, antennes, mâts de communication ou Schnorchel,.
Afin de réduire la traînée hydrodynamique, et donc de ne pas trop ralentir le sous-marin, le kiosque est en général profilé et plus étroit que la coque. Son raccord à la coque est particulièrement étudié. Le kiosque se situe le plus souvent au milieu du sous-marin, mais il est parfois décalé vers l'avant.
Par son profil, le kiosque joue un rôle de stabilisateur horizontal du sous-marin quand il est en plongée. Il comporte aussi parfois des ailerons mobiles pour accélérer la plongée et jouer également un rôle de stabilisation verticale.
Sur les modèles récents de sous-marin, tels que ceux de la classe Virginia, les périscopes classiques à base d'optique sont remplacés par des caméras haute définition sur un mât avec transmission par fibre optique. Le besoin d'hébergement de matériels dans le kiosque est donc réduit.
Dans l'argot des sous-mariniers, le kiosque est surnommé « massif » ou « cathédrale », car il surplombe le pont comme un massif de montagnes la plaine, ou une cathédrale la ville médiévale.